# Dansk MultiSport Forbund
Dansk MultiSport Forbund (DMSF) er et specialforbund under Danmarks Idræts Forbund (DIF). Det er en sammenslutning af Dansk Triathlon Forbund og Dansk Moderne Femkamp Forbund. DMSF blev optaget i DIF i 1990.
Forbundet har 47 medlemsklubber med i alt 2.464 medlemmer.